# Trnovo, Bar
Trnovo este un sat din comuna Bar, Muntenegru. Conform datelor de la recensământul din 2003, localitatea are 18 locuitori (la recensământul din 1991 erau 43 de locuitori).

## Demografie
În satul Trnovo locuiesc 18 persoane adulte, iar vârsta medie a populației este de 68,9 de ani (67,1 la bărbați și 70,1 la femei). În localitate sunt 11 gospodării, iar numărul mediu de membri în gospodărie este de 1,64.
|  |

| Demografie | Demografie | Demografie |
| An         | Locuitori  | Locuitori  |
| ---------- | ---------- | ---------- |
|            |            |            |
|            |            |            |
|            |            |            |
|            |            |            |
| 1948       | 169        |            |
| 1953       | 126        |            |
| 1961       | 105        |            |
| 1971       | 74         |            |
| 1981       | 60         |            |
| 1991       | 43         | 43         |
| 2003       | 18         | 18         |

| \| Componența etnică conform recensământului din 2003[2] \| Componența etnică conform recensământului din 2003[2] \| Componența etnică conform recensământului din 2003[2] \| Componența etnică conform recensământului din 2003[2] \| Componența etnică conform recensământului din 2003[2] \| \| ----------------------------------------------------- \| ----------------------------------------------------- \| ----------------------------------------------------- \| ----------------------------------------------------- \| ----------------------------------------------------- \| \| \| \| \| \| \| \| Muntenegreni \| Muntenegreni \| \| 17 \| 94,44% \| \| Sârbi \| Sârbi \| \| 1 \| 5,55% \| \| necunoscută \| necunoscută \| \| 0 \| 0% \| |              |  |    |        |
| Componența etnică conform recensământului din 2003 |              |  |    |        |
| |              |  |    |        |
| Muntenegreni | Muntenegreni |  | 17 | 94,44% |
| Sârbi | Sârbi        |  | 1  | 5,55%  |
| necunoscută | necunoscută  |  | 0  | 0%     |